# Verordening 261/2004
Verordening (EG) nr. 261/2004 is een op 17 februari 2005 in werking getreden Europese verordening die regels stelt ter bescherming van vliegtuigpassagiers in geval van instapweigering, annulering en langdurige vertraging. De verordening heeft rechtstreekse werking in de Europese Economische Ruimte (EER) en geldt sinds 1 december 2006 ook in Zwitserland.

## Achtergrond
Verordening 261/2004 werd in 2002 door de Europese Commissie voorgesteld ter vervanging van de in 1991 vastgestelde Verordening 295/91, en beoogde de in die verordening reeds vastgelegde beschermingsnormen te verhogen met het oog op de terugdringing van het nog steeds te hoge aantal passagiers "aan wie tegen hun wil de toegang tot een vlucht wordt geweigerd (...), evenals het aantal passagiers dat wordt getroffen door annuleringen zonder voorafgaande waarschuwing en door langdurige vertragingen" (ow. 4 en 5 considerans). Het voorstel werd op 18 december 2003 door het Europees Parlement goedgekeurd en op 26 januari 2004 door de Raad aanvaard. De verordening trad op 17 februari 2005 in werking en legt aan luchtvaartmaatschappijen verplichtingen op in gevallen van instapweigering en annulering of vertraging van vluchten, welke verplichtingen onder meer kunnen bestaan in het aanbieden van maaltijden en verfrissingen, hotelovernachtingen en financiële compensatie.

## Reikwijdte en toepassingsgebied
Verordening 261/2004 is van toepassing op alle passagiers (ongeacht hun nationaliteit) die vertrekken vanaf een luchthaven op het grondgebied van de Europese Unie of de Europese Vrijhandelsassociatie (artikel 3, eerste lid onder a), alsmede op passagiers die vertrekken vanaf een buiten dit grondgebied gevestigde luchthaven naar een EER-land of Zwitserland, mits de vlucht wordt uitgevoerd door een Europese luchtvaartmaatschappij (artikel 3, eerste lid onder b). In het laatste geval is de verordening evenwel niet inroepbaar voor zover de passagiers "bepaalde voordelen of compensatie hebben ontvangen en bijstand hebben gekregen in dat derde land". Gratis vluchten (tenzij in het kader van een frequentflyerprogramma) en vluchten met helikopters en zweefvliegtuigen vallen eveneens buiten het bereik van de verordening.
In het arrest Emirates Airlines/Schenkel oordeelde het Europees Hof van Justitie dat artikel 3, lid 1, sub a van de verordening toepassing mist in het geval van een reis heen en retour waarbij de passagier eerst vanaf een luchthaven op het grondgebied van een EG-lidstaat vertrok en naar deze luchthaven terugkeert met een vlucht vanaf een luchthaven in een derde land.

## Bijstand, verzorging en financiële compensatie
De verordening voorziet in verschillende vormen van compensatie, die onder meer afhankelijk is van de situatie waarin de passagier zich bevindt (instapweigering, annulering of vertraging), het tijdverlies en de lengte van de vlucht.

### Rechten bij instapweigering
Van instapweigering is sprake wanneer de luchtvaartmaatschappij niet alle passagiers die zich bij de balie hebben gemeld mee wil of mee kan nemen en daardoor passagiers weigert. In zo'n geval dient de luchtvaartmaatschappij eerst te zoeken naar passagiers die (in ruil voor bepaalde voordelen) vrijwillig van hun vlucht af willen zien. Deze zogenaamde VDB's (van het Engelse 'Voluntary Denied Boarding') hebben recht op volledige terugbetaling van hun ticket of op een andere vlucht. Melden zich onvoldoende vrijwilligers, dan kan de luchtvaartmaatschappij passagiers tegen hun wil weigeren. Deze passagiers hebben recht op financiële compensatie, op terugbetaling van hun ticket of een andere vlucht, op maaltijden en verfrissingen en, indien een verblijf van een of meer nachten noodzakelijk wordt, op hotelaccommodatie en vervoer van en naar dit hotel. De financiële compensatie varieert, afhankelijk van de lengte van de vlucht, van 250 tot 600 euro en kan onder omstandigheden met de helft worden verminderd. Van instapweigering in de zin van de richtlijn is geen sprake indien deze gebaseerd is "op redelijke gronden zoals redenen die te maken hebben met gezondheid, veiligheid of beveiliging, of ontoereikende reisdocumenten" (artikel 2 onder j Verordening).

### Rechten bij annulering
In het geval de vlucht geannuleerd wordt hebben passagiers ingevolge artikel 5 van de verordening recht op terugbetaling van hun ticket of een andere vlucht, alsmede op maaltijden en verfrissingen. Maken zij gebruik van een andere vlucht die naar redelijke verwachting ten vroegste daags na de geplande vertrektijd van de geannuleerde vlucht zal vertrekken, dan ontstaat tevens een recht op hotelaccommodatie en vervoer van en naar dit hotel. Daarnaast ontstaat een recht op financiële compensatie, tenzij de annulering ten minste twee weken voor de geplande vertrektijd is medegedeeld, tussen twee weken en zeven dagen is medegedeeld en de passagier een andere vlucht wordt aangeboden die niet eerder dan twee uur voor de geplande vertrektijd vertrekt en minder dan vier uur later dan de geplande aankomsttijd op de eindbestemming arriveert, of minder dan zeven dagen voor de geplande vertrektijd is medegedeeld en een andere vlucht wordt aangeboden die niet eerder dan een uur voor de geplande vertrektijd vertrekt en minder dan twee uur later dan de geplande aankomsttijd op de eindbestemming arriveert (artikel 5, lid 1, sub c). Net als bij instapweigering bedraagt de financiële compensatie tussen de 250 en 600 euro, afhankelijk van de lengte van de vlucht, en kan deze onder omstandigheden met de helft worden verminderd.
Het recht op financiële compensatie geldt niet indien de luchtvaartmaatschappij "kan aantonen dat de annulering het gevolg is van buitengewone omstandigheden die ondanks het treffen van alle redelijke maatregelen niet voorkomen konden worden" (artikel 5, lid 3). Dit veronderstelt naast het bestaan van buitengewone omstandigheden tevens een causaal verband tussen deze omstandigheden en de annulering, alsmede het bestaan van redelijke maatregelen die de annulering niet konden voorkomen. De considerans noemt als voorbeelden van buitengewone omstandigheden "politieke onstabiliteit, weersomstandigheden die uitvoering van de vlucht in kwestie verhinderen, beveiligingsproblemen, onverwachte vliegveiligheidsproblemen en stakingen die gevolgen hebben voor de vluchtuitvoering van de luchtvaartmaatschappij die de vlucht uitvoert". Het Hof van Justitie oordeelde in het arrest Wallentin-Hermann dat het begrip strikt moet worden uitgelegd. In de rechtspraak zijn naast de in de considerans genoemde gevallen onder meer als buitengewone omstandigheden erkend: vogelaanvaring ('birdstrike') en Foreign Object Damage (FOD). Technische problemen worden in de regel toegeschreven aan de normale uitoefening van de activiteit van een luchtvaartmaatschappij en derhalve niet als buitengewone omstandigheden aangemerkt. In 2015 bevestigde het Hof van Justitie zijn eerdere rechtspraak dat technische problemen "slechts als 'buitengewoon' worden aangemerkt als zij verband houden met een gebeurtenis die niet inherent is aan de normale uitoefening van de activiteiten van de betrokken luchtvaartmaatschappij, en deze hierop geen daadwerkelijke invloed kan uitoefenen wegens de aard of de oorsprong van die gebeurtenis". Als voorbeelden noemt het hof sabotage, terrorisme en verborgen fabricagefouten die gevolgen hebben voor de vliegveiligheid.

### Rechten bij vertraging
Verordening 261/2004 kent in geval van vertraging met tijdverlies van drie of meer uren een vergoeding toe in de vorm van terugbetaling van de kosten van het ticket, of een andere vlucht, alsmede verzorging in de vorm van maaltijden en verfrissingen en, indien noodzakelijk, hotelovernachtingen. Een recht op financiële compensatie wordt door de verordening niet uitdrukkelijk erkend. Desalniettemin oordeelde het Europees Hof van Justitie op 19 november 2009 dat ook passagiers die als gevolg van vertraging hun eindbestemming drie of meer uren na de geplande aankomsttijd bereiken toch een recht op compensatie kunnen doen gelden. Het hof ontving hevige kritiek op deze uitspraak, zowel vanuit de literatuur als van luchtvaartmaatschappijen. Het arrest werd in strijd geacht met het Verdrag van Montreal, het evenredigheidsbeginsel, de bewoordingen van de verordening en eerdere rechtspraak van het hof, en luchtvaartmaatschappijen weigerden daarom lange tijd vertraagde reizigers te compenseren. Op 23 oktober 2012 verwierp het hof deze bezwaren en bevestigde het zijn eerdere rechtspraak.
Hetgeen onder 'Rechten bij annulering' over buitengewone omstandigheden is geschreven is van overeenkomstige toepassing in geval van vertraging.

## Handhaving
Op grond van artikel 16 van de verordening wijst elke lidstaat een instantie aan "die verantwoordelijk is voor de handhaving van de verordening met betrekking tot de vluchten vanuit de zich op het grondgebied van de lidstaat bevindende luchthavens en met betrekking tot de vluchten vanuit een derde land naar deze luchthavens". Deze instanties moeten maatregelen nemen om de rechten van passagiers onder de verordening te waarborgen, en hun sancties dienen "doeltreffend, evenredig en afschrikkend" te zijn. In de praktijk blijken instanties alleen tot handhaving over te gaan bij 'flagrante' of 'systematische' schendingen, en zijn passagiers aangewezen op private handhaving.